# بحيرة بيلاطس
بحيرة بيلاطس (بالإيطالية: Lago di Pilato) هي بحيرة جليدية تقع في جبال سيبيليني، ضمن سلسلة الأبينيني في وسط إيطاليا. وتُعد من أكثر البحيرات ارتفاعًا في المنطقة، إذ تقع على ارتفاع يقارب 1٬941 مترًا فوق مستوى سطح البحر.

## الخصائص الطبيعية
تتميّز البحيرة بشكلها الفريد الذي يشبه النظارتين عندما تنخفض مستويات المياه، وتُحاط بمنحدرات صخرية حادة. تتغذى البحيرة من مياه الثلوج الذائبة ومصادر تحت أرضية. كما تُعدّ البحيرة واحدة من البحيرات الجليدية القليلة المتبقية في جبال الأبينيني.

## البيئة والأنواع
تشتهر البحيرة بكونها الموطن الوحيد في العالم لـChirocephalus marchesonii، وهو نوع نادر من القشريات الدقيقة (أو القريدس الصغير)، يعيش فقط في هذه البحيرة.

## الأساطير والتسمية
تحمل البحيرة اسم بيلاطس نسبةً إلى الحاكم الروماني بيلاطس البنطي، إذ ترتبط بعدة أساطير محلية تقول إن جسده نُقل إلى هذا الموقع بعد موته وأُلقي في البحيرة. وقد ساهمت هذه القصص في تعزيز الجانب الغامض والروحي للمنطقة بين سكانها.

## السياحة والوصول
تقع البحيرة ضمن منتزه جبال سيبيليني الوطني، ويمكن الوصول إليها عبر مسارات المشي الجبلي من بلدتيّ فيزيانو ومونتي مونيو. وتُعد مقصدًا شهيرًا لهواة التنزه وتسلق الجبال خلال فصلي الربيع والصيف، إلا أن الوصول إليها محظور خلال بعض فترات السنة لحماية النظام البيئي الهش.